# That Thing You Do!
Pour plus de détails, voir Fiche technique et Distribution.
That Thing You Do! ou Les Wonders au Québec, est un film américain réalisé par Tom Hanks, sorti en 1996.

## Synopsis
Remplaçant au pied levé le batteur d'un groupe de rock composé d'amis, Guy Patterson se rend responsable du succès que le groupe aura dans une petite soirée étudiante. Très vite repéré par un manager, le groupe, The Wonders commence à envahir les ondes marquant ainsi le début de son ascension vers la gloire et la célébrité.

## Fiche technique
- Titre : That Thing You Do!
- Titre québécois : Les Wonders
- Réalisation : Tom Hanks
- Scénario : Tom Hanks
- Costumes : Colleen Atwood
- Musique : Tom Hanks, Adam Schlesinger, du groupe Fountains of Wayne, et Howard Shore
- Montage : Richard Chew
- Pays d'origine : États-Unis
- Format : Couleurs - 1,85:1 - Dolby numérique - 35 mm
- Genre : Comédie dramatique
- Durée : 108 minutes
- Date de sortie : 4 octobre 1996 (É.-U.) - 5 février 1997 (France)

## Distribution
- Tom Everett Scott (VF : Arnaud Arbessier) : Guy Patterson
- Liv Tyler (VF : Nathalie Spitzer ; VQ : Rafaëlle Leiris) : Faye Dolan
- Johnathon Schaech (VF : Joël Zaffarano ; VQ : Daniel Lesourd) : James « Jimmy » Mattingly II
- Steve Zahn (VF : Olivier Jankovic ; VQ : Olivier Visentin) : Lenny Haise
- Ethan Embry (VF : Daniel Lafourcade) : le bassiste
- Tom Hanks (VF : Dominique Collignon-Maurin ; VQ : Bernard Fortin) : M. White
- Charlize Theron (VF : Micky Sébastian ; VQ : Viviane Pacal) : Tina
- Obba Babatundé (VF : Med Hondo) : Lamarr
- Giovanni Ribisi (VQ : François Godin) : Chad
- Chris Ellis (VF : Éric Hémon) : Phil Horace
- Alex Rocco : Sol Siler (caméo)
- Bill Cobbs : Del Paxton (caméo)
- Peter Scolari : Troy Chesterfield (caméo)
- Rita Wilson (VF : Annie Balestra ; VQ : Nathalie Coupal) : Marguerite
- Chris Isaak (VF : Pascal Germain) : l'oncle Bob
- Kevin Pollak (VF : Richard Leblond ; VQ : Alain Zouvi) : Victor « Boss Vic Koss » Kosslovich
- Holmes Osborne (VF : Jean-Michel Farcy) : M. Patterson
- Sarah Koskoff (VF : Véronique Volta) : Chrissy Thompkins
- Jack Milo (VF : Richard Leblond) : Villapiano
- Brittney Powell (VF : Magali Barney) : Shades Fan
- Jonathan Demme : le directeur de la Major Motion Pictures
- Warren Berlinger : l'hôte de l'émission télévisée Polaroid
- Robert Ridgely : l'animateur de The Hollywood Showcase
- Bryan Cranston (VF : Pascal Germain) : Virgil « Gus » Grissom (caméo)
- Robert Wisdom : Bobby Washington (caméo)

Sources et légendes : version française (VF) sur Voxofilm et AlloDoublage ; version québécoise (VQ) sur Doublage.qc.ca